# Antillen-Blütenfledermäuse
Die Antillen-Blütenfledermäuse (Phyllonycterinae) sind ein Fledermaustaxon, sie bilden eine Unterfamilie der Blattnasen (Phyllostomidae). In dieser Unterfamilie werden zwei Gattungen, Erophylla und Phyllonycteris, mit insgesamt fünf lebenden Arten zusammengefasst.

## Beschreibung
Der Kopf dieser Fledermäuse ist durch eine langgestreckte Schnauze mit einem winzigen oder fehlenden Nasenblatt charakterisiert. Wie die Blütenfledermäuse besitzen sie eine lange Zunge, die mit bürstenähnlichen Papillen versehen ist und dem Aufnehmen von Nektar dient. Ihr Fell ist silberfarben oder gelblich. Diese Tiere erreichen eine Kopfrumpflänge von 65 bis 83 Millimeter, der 7 bis 17 Millimeter lange Schwanz ragt aus dem sehr kleinen Uropatagium (der Flugmembran zwischen den Beinen) heraus.

## Lebensweise
Diese Fledermäuse leben auf den Bahamas und den Großen Antillen. Sie schlafen tagsüber in Höhlen, oft in Gruppen zu mehreren hundert Tieren. In der Nacht begeben sie sich auf Nahrungssuche, wobei sie nicht sehr wählerisch sind. Sie nehmen Früchte, Nektar, Pollen und Insekten zu sich.

## Arten und Verbreitung
Die Gruppe wird in zwei Gattungen unterteilt:
- Erophylla
  - Erophylla bombifrons lebt auf Hispaniola und Puerto Rico.
  - Erophylla sezekorni ist auf den Bahamas, den Kaimaninseln, Kuba und Jamaika beheimatet.

- Phyllonycteris
  - Phyllonycteris aphylla ist auf Jamaika endemisch. Aufgrund der Zerstörung ihres Lebensraums wird sie von der IUCN als bedroht gelistet.
  - Phyllonycteris poeyi ist auf den Großen Antillen beheimatet. Die Flügelspannweite beträgt bis zu 35 cm, das Gewicht reicht von 15 bis zu 30 g. Phyllonycteris poeyi muss im Gegensatz zu kleineren Arten auf der Blüte landen, um an den Nektar zu kommen. Die Schlafplätze befinden sich in Warmhöhlen in denen eine konstante Temperatur von bis zu 37 °C herrscht. Die Luftfeuchtigkeit in diesen Höhlen beträgt bis zu 99 %. Das Klima in diesen Warmhöhlen entsteht durch die schiere Menge der dort wohnenden Phyllonycteris poeyi mit bis zu einer Million Tieren (Cueva de las Majáes). Viele auf Kuba endemische Pflanzen sind auf die Bestäubung von Phyllonycteris poeyi angewiesen, darunter die imposante Königspalme (Roystonea regia).
  - Phyllonycteris obtusa lebt auf Hispaniola. In vielen Systematiken wird P. obtusa lediglich als Unterart von P. poeyi gelistet, so zum Beispiel auch von der IUCN[1].
  - Eine weitere Art, Phyllonycteris major, ist aus Puerto Rico und Antigua bekannt. Die Art dürfte aber noch vor Ankunft der Europäer ausgestorben sein.

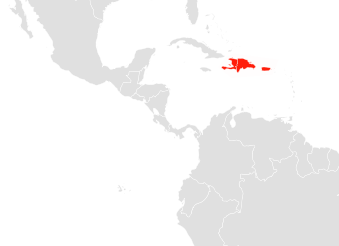
Verbreitungsgebiet von Erophylla bombifrons
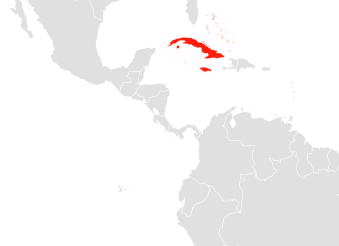
Verbreitungsgebiet von Erophylla sezekorni
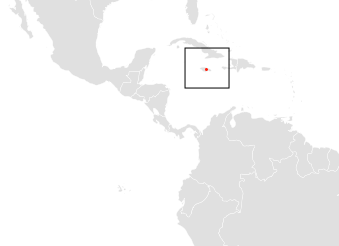
Verbreitungsgebiet von Phyllonycteris aphylla
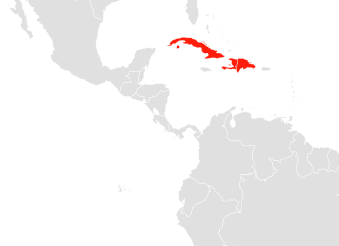
Verbreitungsgebiet von Phyllonycteris poeyi (inkl. P. obtusa)